# ITV 뉴스
ITV 뉴스(ITV News)는 영국의 ITN에서 제작하고 ITV에서 방송하는 보도 프로그램의 총칭이다.

## 현재 방송중인 프로그램들
- ITV 1시 30분 뉴스 (ITV News at 1:30) : 오후 1시 30분 방송. 1972년 10월 16일에 "First Report"란 이름으로 12시 40분에 방송을 시작하였다. 1974년 1월 7일에는 오후 1시로 옮겼고, 1976년 9월 13일부터는 1시 뉴스(News at One)으로 바뀌었다. 1987년~1992년 동안에는 12시 30분 뉴스(News at 12:30)과 1시 뉴스(News at One)시간대가 두번 옮겨지다가 1992년 3월 2일에 런치타임뉴스(Lunchtime News)로 변경, 2009년 11월 2일에 이르러 현재의 이름으로 바뀌었다.
- ITV 6시 30분 뉴스 (ITV News at 6:30) : 오후 6시 30분 방송. 1955년 9월 22일에 News at 5:50 방송을 시작으로 1976년에는 News at 545, 1989년에는 News at 540로 차례로 바뀐 후 1992년 3월 2일에 Early Evening News로 바뀌었다. 1999년 3월 8일에는 30분 확대와 함께 6시 30분으로 옮기고 ITV Evening News로 바뀌었다. 2009년 11월 2일에 이르러 현재의 이름으로 바뀌었다.
- ITV 10시 뉴스 (ITV News at Ten) : 오후 10시 방송. 1967년 7월 3일부터 지금의 이름과 시간대로 30분간 방송되었다. 1999년 3월에 Nightly News라는 이름과 함께 시간대가 바뀌다가 2001에 다시 ITV 10시 뉴스로 돌아가고, 2004년에 다시 시간대가 바뀌어 ITV News at 10:30이 되었다가, 2008년에 현재의 ITV 10시 뉴스로 돌아갔다.
- ITV 주말 단신 뉴스 (ITV News weekend bulletins) : 토요일~일요일에 5분(낮시간대), 15분(밤시간대) 동안 방송.

## 같이 보기
- ITV (영국)
- ITN
- 채널 4 뉴스
- BBC 뉴스